# كاتدرائية وهران

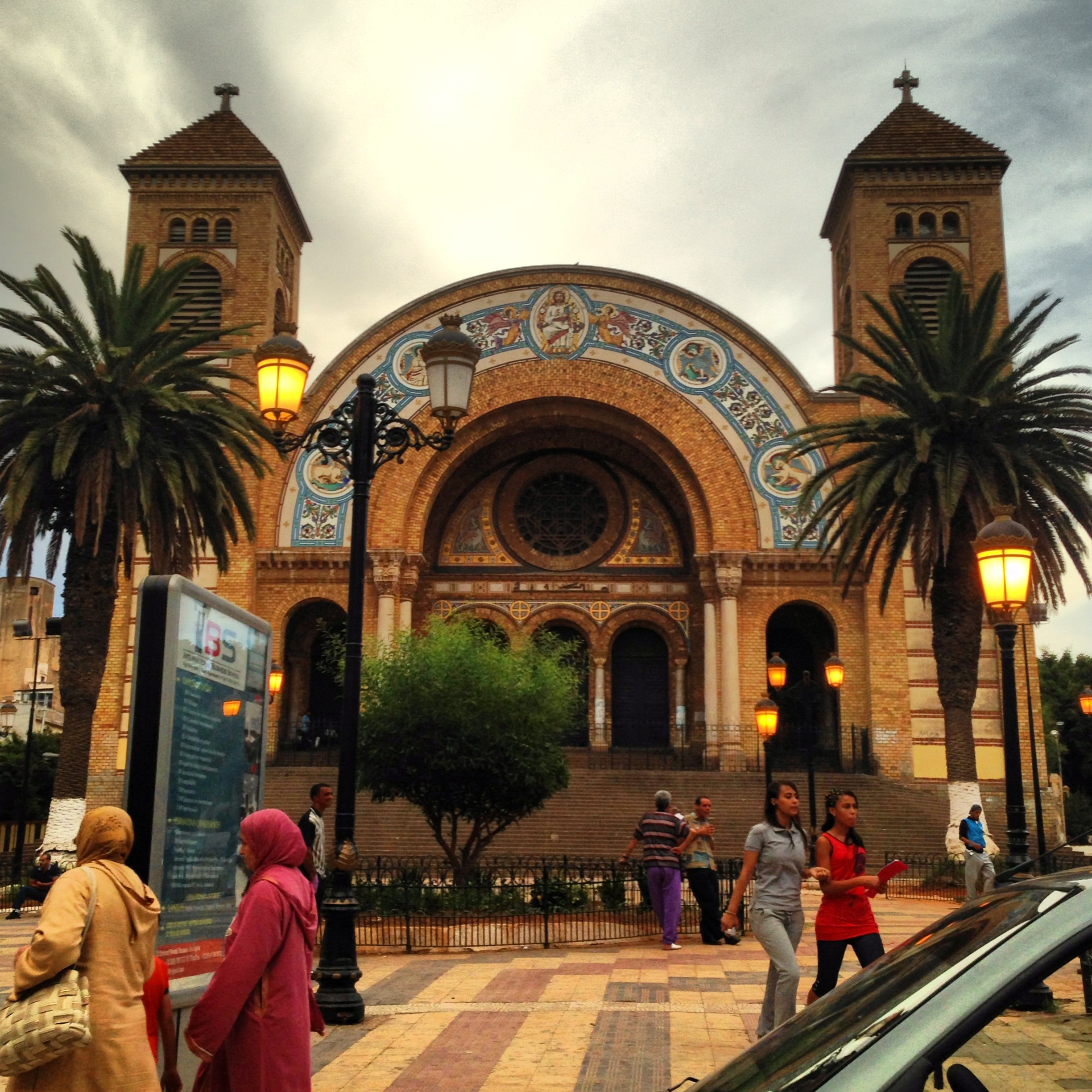
كاتدرائيّة وهران ذات الطّراز الرّومانيّ-البيزنطيّ

كاتدرائية وهران هي مبنى ذات الطراز المعماري الروماني والبيزنطي مع الزخرفة ذات الطابع الشرقي، وكانت هذه الكاتدرائية مركزًا للمسيحيين. بنيت بين عامي 1904 حتى 1913، وافتتحت عام 1918 ولكن بعد استقلال الجزائر تم اهمالها حتى عام 1984 لتحولها السلطات إلى مكتبة إقليمية، ثم مكتبة عامة عام 1996. توجد كاتدرائية وهران في شارع حمو بوتليليس.